# Étienne Primard
Pour les articles homonymes, voir Primard.
Étienne Primard est né en 1944 en Essonne.  
Il est le dernier d'une famille de 9 enfants. Son père, Eugène Primard, membre de la mouvance catholique personnaliste de l’entre-deux-guerres, fait le choix de s'installer en 1934 à la campagne avec sa famille et des amis autour d'une ferme, d'une menuiserie, d'une laverie... pour vivre une expérience communautaire selon leurs valeurs.   
Comme ses frères et sœurs Étienne Primard n'est pas scolarisé à l'école républicaine laïque, et ce sont ses parents avec leur entourage qui se chargent de transmettre un enseignement diversifié de confession catholique. Par la suite, lui et son épouse renouvelleront cette pratique éducative avec leurs 4 enfants.  
Suite à des classes préparatoires il intègrera l'École nationale des travaux publics.
En 1985 après avoir réalisé différents chantiers au sein de l'entreprise familiale, il crée avec d'autres une petite entreprise de bâtiment. 
En 1988 son frère et sa belle-sœur, Denis et Brigitte Primard, créent avec quelques proches Solidarités nouvelles pour le logement (SNL) à Paris. Il s'agit d'une association dont l'objectif déclaré est de lutter contre le «mal logement».
En 1990 Étienne Primard profite de l'opportunité de la loi Besson, qui engage l’État à assumer très majoritairement le financement de la création des logements sociaux, pour rejoindre SNL en commençant à animer une nouvelle antenne dans l'Essonne (91).
A la fin des années 1990 Étienne Primard, devenu directeur de SNL91, quitte sa fonction de gérant de la SARL de bâtiment créée en 1985 à cause d'un conflit d'intérêts. Effectivement cette entreprise réalise de nombreux travaux fortement subventionnés pour le compte de SNL91. Son gendre héritera de la fonction de gérant de la SARL avant d'être rejoint par les deux fils d’Étienne Primard quelques années plus tard.
Ce dernier sera remplacé au poste de direction de SNL91 en 2005, et est actuellement membre du conseil d'administration de SNL-Prologues.